# هيت (الرياض)
هيت، هي مركز من فئة (أ) وتقع في إمارة مدينة الرياض، والتابعة لمنطقة الرياض في السعودية. وتبعد هيت عن إمارة الرياض بمسافة تقارب (35) كم.